# Death Row Records
Death Row Records är ett amerikanskt hiphop-skivbolag som startades av Suge Knight, The D.O.C. och Dr. Dre i Los Angeles 1991, men som senare endast ägdes av Suge Knight och lades ned 2006. Skivbolagets artister var Outlawz, Kurupt, Lakey the Kid, Michelle, N.I.N.A och Petey Pablo. Flera stora album har släppts hos Death Row, bland annat Dr. Dres The Chronic, Snoop Doggs Doggystyle och 2Pacs All Eyez on Me.
Skivbolaget blev ökänt för att anställa ex-fångar och gängmedlemmar. Det förekom mycket våld inom skivbolaget som fick många att hoppa av, bland annat Dr Dre. 1996 blev Tupac Shakur skjuten 4 gånger i Suge Knights bil och dog sex dagar efter. Suge Knight dagar efter hade han inga kommentarer om vad som hade hänt.
Bolaget ägs sedan februari 2022 av Snoop Dogg som var med och byggde upp imperiet sedan starten.